# Свидерский, Александр Григорьевич
Александр Григорьевич Свидерский (10 июня 1908 — 17 апреля 1944) — командир 867-го самоходно-артиллерийского полка, 19-го танкового корпуса, 4-го Украинского фронта, майор. Герой Советского Союза (16 мая 1944, посмертно). Погиб в бою.

## Биография
Родился 10 июня 1908 года в селе Карабутово ныне Конотопского района Сумской области в семье служащего. Окончил сельскую школу. Работал секретарём Конотопского райкома профсоюза совторгслужащих.
В Красной Армии с 1928 года. В 1931 году окончил Кировское кавалерийское училище, в 1932 году — курсы усовершенствования командного состава.
Участник Великой Отечественной войны с июня 1941 года. Война застала лейтенанта Свидерского на охране государственной границы в Прибалтике. Сражался на Западном и 4-м Украинском фронтах.
Командир 867-го самоходно-артиллерийского полка, (19-го танкового корпуса, 4-го Украинского фронта) майор А. Г. Свидерский отличился в бою 11 апреля 1944 года за город Джанкой Крымской области. Артиллеристы подбили танк и бронепоезд, уничтожили 4 зенитных установки, чем способствовали прорыву советских танков в город. 
17 апреля 1944 года в ожесточённых боях на подступах к Севастополю в районе села Угловое командир полка майор А. Г. Свидерский был смертельно ранен. 
Указом Президиума Верховного Совета СССР от 16 мая 1944 года за умелое руководство подразделениями при освобождении Севастополя, мужество и отвагу, проявленные в боях против фашистских захватчиков, майору Свидерскому Александру Григорьевичу присвоено звание Героя Советского Союза посмертно.
Награждён орденом Ленина, медалями.
Похоронен на братском кладбище в городе Бахчисарай.

## Память
- В селе Карабутово установлен памятный знак Герою.
- Его именем названы улицы в селах Угловое и Карабутово.
- Пионерский отряд школы, в которой учился Герой, долгое время носил его имя.
- В Сумском областном краеведческом музее собраны материалы о боевом пути А. Г. Свидерского.
- Его имя выбито на памятном знаке «Пограничникам всех времен» в городе Сумы.